# 新罗西斯克
新罗西斯克（羅馬化：Novorossiysk；又译新俄罗斯斯克）是俄罗斯南部的一座城市，位于克拉斯诺达尔边疆区，是该国在黑海的主要港口。新罗西斯克是苏联仅有的几个英雄城市之一，2005年，人口约281400。

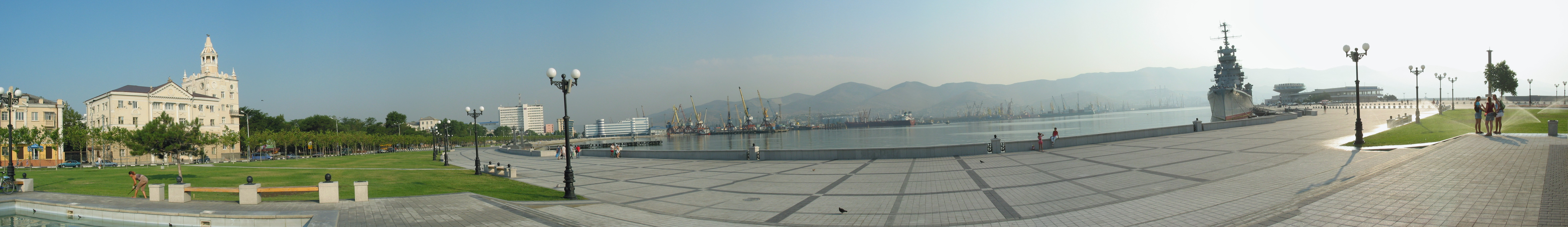
新罗西斯克全景

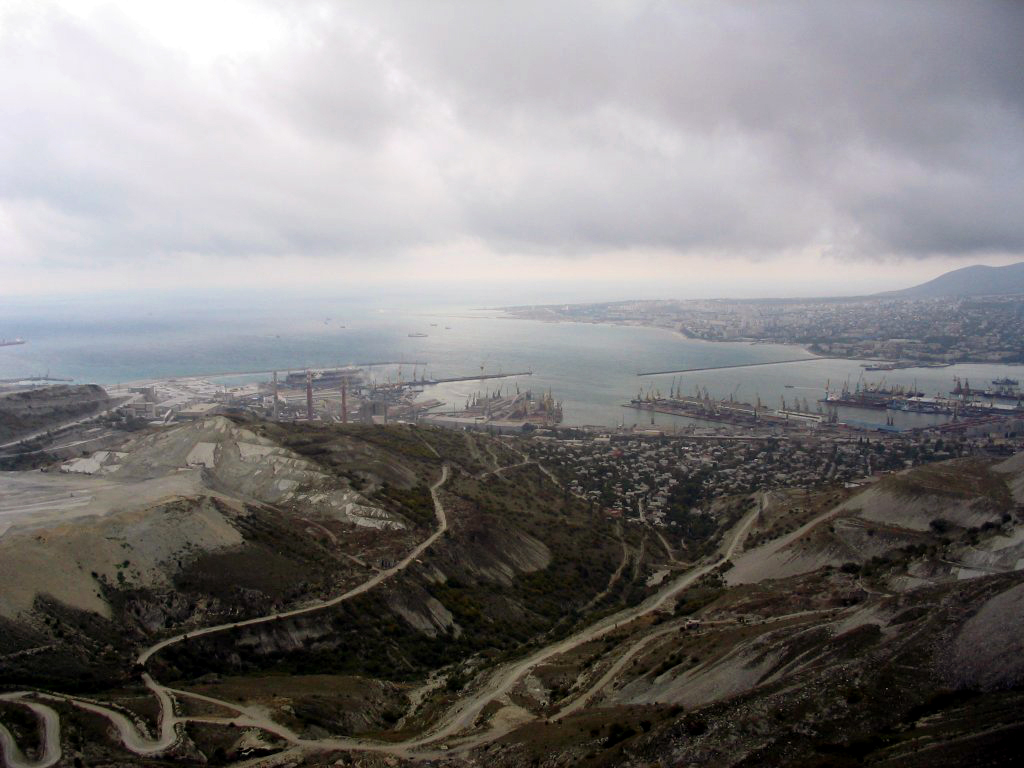
新罗西斯克全景

## 历史
1838年，新罗西斯克为黑海舰队而建立。1905年12月12日—25日，成立新罗西斯克共和国。1918年8月26日—1920年3月27日，它是安东·伊万诺维奇·邓尼金的白军的主要中心。
1942年，新罗西斯克被德国国防军占领，但一小队苏联水兵在该城的一部分死守了225天，直至苏联红军在1943年9月16日重新解放该城。这队水兵一直保持著对该城海湾的控制权，防止德军从港口运送补给。为此，新罗西斯克在1973年被命名为英雄城市。
2003年，普京總統簽署了一項命令，將在新羅西斯克為黑海艦隊建造新基地。俄國準備撥款123億盧布（約4.8億美元），在2007年到2012間建造新的基地。基地的其他設備及基礎建設工程，包括沿岸部隊、航空及後勤單位，將在2012年之後繼續進行。
2024年12月4日，乌克兰反虚假信息中心宣布，在一次无人机袭击恩格斯空軍基地的攻击中，新罗西斯克港也发生爆炸。

## 经济
新罗西斯克位处不冻港，被认为是黑海最优良的海港之一，被俄罗斯用作与亚洲、中东、非洲、地中海和南美洲贸易的港口。
新罗西斯克也是一座工业城市，主要的工业有钢铁、食物处理、金属物品生产和其他制造业。新罗西斯克有很多石灰岩的沙石场，使当地出现重要的水泥工厂。
新罗西斯克一带是俄罗斯的主要酿酒地区。

## 交通
新罗西斯克有铁路连接外高加索、中亚地区和俄罗斯主要工业区及人口密集的地区。市内的主要交通工具有公共汽车、无轨电车和计程车。

## 友好城市
新罗西斯克有10个友好城市：
- 美国蓋恩斯維爾
- 英国普利茅斯
- 義大利里窝那
- 智利瓦尔帕莱索
- 西班牙希洪
- 保加利亚瓦尔纳
- 普拉
- 土耳其薩姆松
- 斯洛維尼亞新梅斯托市
- 俄羅斯鄂木斯克